# برچسب (فراداده)
تگ (به انگلیسی: Tag) در سیستم‌های اطلاعاتی، نوعی از فراداده و در واقع، اصطلاح یا کلیدواژه‌ای است که به بخشی از اطلاعات (مانند آدرس یک وب‌سایت، یک تصویر دیجیتالی یا یک فایل کامپیوتر) اختصاص داده می‌شود تا توضیحی اضافی به آن بیفزاید. این نوع فراداده اطلاعات اضافه‌ای برای یک موجودیت اطلاعاتی فراهم می‌کند و اجازه می‌دهد بتوان دوباره آن موجودیت را از طریق جستجو پیدا کرد. تگ‌ها معمولاً به‌طور غیررسمی و شخصی، توسط سازندهٔ آیتم یا بینندهٔ آن (بستگی به سیستم دارد) انتخاب و اختصاص داده می‌شوند.
اصطلاح تگ کردن با ظهور وب‌سایت‌های وب ۲٫۰ای رایج شد و یکی از ویژگی‌های مهم بسیاری از این وب‌سایتها به‌شمار می‌رود. البته اکنون بخشی از بعضی نرم‌افزارهای رایانه‌ای نیز محسوب می‌شود.

یک اَبر داده‌های مرتبط با وب ۲٫۰

## تاریخچه و سابقه
لیبل‌گذاری و تگ کردن برای انجام فعالیت‌هایی مثل کمک در طبقه‌بندی، مارک‌گذاری مالکیت، یادداشت کردن مرزها، و نمایش هویت آنلاین به کار می‌رود. همچنین ممکن است به شکل کلمات، تصاویر یا دیگر علائم شناسایی باشد. نمونهٔ مشابه از تگ‌ها در دنیای فیزیکی، برچسب زدن به اشیای یک موزه است. در سازمان‌دهی اطلاعات و اشیا، استفاده از کلیدواژه‌های متنی به عنوان بخشی از شناسایی و طبقه‌بندی کامپیوترهای خیلی قدیمی است. اگرچه، کامپیوتر مبتنی بر جستجو از کلیدواژه‌ها به عنوان راهی سریع برای جستجوی سوابق استفاده می‌کند، پایگاه‌داده‌های آنلاین و اینترنتی و سایت‌های جدید، آن‌ها را به عنوانی راهی برای کمک به کاربران در یافتن محتوا، به ناشران ارائه داد. در سال ۲۰۰۳، سایت bookmarking اجتماعی Delicious، راهی برای کاربران خود ایجاد کرد که به bookmarkهای خود تگ اضافه کنند (به عنوان راهی برای یافتن آن‌ها در آینده)؛ همچنین Delicious نمایی قابل‌بررسی و جمع‌آوری‌شده از bookmarkهای تمام کاربران، با یک تگ مخصوص فراهم کرد.
Flickr به کاربرانش اجازه داد تگ‌های متنی خود را برای هر کدام از تصاویرشان جمع کنند (با ایجاد فرادادهٔ انعطاف‌پذیر و آسان که تصاویر را بسیار قابل‌جستجو می‌کند). موفقیت Flickr و تأثیر عمومی‌سازی مفهوم تگ توسط Delicious، و دیگر وب‌سایت‌های اجتماعی نرم‌افزاری (مانند YouTube, Technorati و Last.fm) نیز در پیاده‌سازی تگ مؤثر بود. لیبل در جیمیل شبیه تگ است.
وب‌سایت‌هایی که شامل تگ هستند، اغلب مجموعه‌ای از تگ‌ها را به عنوان توده‌های تگ (tag clouds) نمایش می‌دهند. تگ‌های یک کاربر هم برای این توده‌ها مفید هستند و هم برای اجتماع بزرگتری از کاربران وب‌سایت.
تگ‌ها ممکن است از طبقه‌بندی نوع «پایین به بالا» باشند، نسبت به طبقه‌بندی سلسله‌مراتبی که «بالا به پایین» هستند. در سیستم‌های سنتی سلسله‌مراتبی (علم رده‌بندی)، طراح، چند قانون برای استفاده از طبقه‌بندی وضع می‌کند، و تنها یک روش درست برای طبقه‌بندی هر آیتم وجود دارد. در سیستم تگ کردن، راه‌های نامحدودی برای طبقه‌بندی یک آیتم وجود دارد و هیچ انتخابی نیز «غلط» نیست. هر آیتم به جای تعلق به یک مجموعه، می‌تواند چندین تگ مختلف داشته باشد. بعضی محققان و برنامه‌های کاربردی با ترکیب ساختار سلسله‌مراتبی و «تخت» در تگ کردن، برای کمک به بازیابی اطلاعات آزمایش شده‌اند.

## مثال‌ها

### در یک وبلاگ
بسیاری از سیستم‌های وبلاگ به نویسندگان اجازهٔ اضافه کردن تگ‌های فرم‌آزاد را در یک پست، همراه با (یا به جای) قرار دادن پست در یک گروه، می‌دهند. مثلاً، ممکن است یک پست نشان بدهد که با کلمات baseball و tickets تگ شده‌است. هر کدام از آن تگ‌ها معمولاً یک لینک وب هستند که فرد را به صفحهٔ نمایه راهنمایی می‌کند که تمام پست‌های مرتبط با آن تگ، در این صفحه لیست شده‌اند. این وبلاگ ممکن است یک لیست از تمام تگ‌های مورد استفاده در آن وبلاگ، به صورت نوار کناری داشته باشد، که هر تگ فرد را به یک صفحهٔ نمایه راهنمایی می‌کند. برای طبقه‌بندی مجدد یک پست، نویسنده لیست تگ‌های آن را ویرایش می‌کند. تمام ارتباطات بین پست‌ها به صورت اتوماتیک، به وسیلهٔ نرم‌افزار وبلاگ پیگیری و به‌روز رسانی می‌شود؛ نیازی به جابجایی مجدد صفحه در یک سلسله‌مراتب پیچیده از طبقه‌بندی‌ها نیست.

### برای یک رویداد
یک تگ رسمی، یک کلیدواژه است که از طریق رویدادها و کنفرانس‌ها برای همکاران قرارداد می‌شود، تا در پست‌های وب‌شان به کار رود، مانند مطالب وبلاگ، عکس‌های رویدادها و اسلایدهای جلسات؛ که موتورهای جستجو می‌توانند آن‌ها را نمایه‌گذاری کنند تا مواد مرتبط را به رویدادهای قابل‌جستجو از یک طریق مربوط کنند. در این مورد، تگ بخشی از یک مجموعه‌لغت کنترل‌شده‌است.

### در تحقیقات
یک محقق ممکن است با مجموعهٔ بزرگی از آیتم‌ها (مانند نقل‌قول‌ها، فهرست کتب، تصاویر) در فرم دیجیتالی سر و کار داشته باشد. اگر او بخواهد هر کدام را با یک عدد کوچک از تم آن (مانند فصل‌های یک کتاب، یا زیرمطلب کلی موضوعات) مرتبط کند، گروهی از تگ‌ها می‌توانند برای این تم‌ها به هر آیتم در مجموعهٔ بزرگتری ضمیمه شوند. در این روش، طبقه‌بندی فرم آزاد به نویسنده اجازه می‌دهد حجم زیادی از اطلاعات را مدیریت کند. بازرگانی و نیز بعضی برنامه‌های کاربردی کامپیوتر برای انجام این کار به سادگی در دسترس هستند.

## انواع خاص

### تگ‌های سه‌گانه
یک تگ سه‌گانه یا تگ ماشینی از syntax مخصوصی برای تعریف اطلاعات معنایی اضافی در مورد تگ استفاده می‌کند، که تفسیر توسط یک برنامهٔ کامپیوتری را آسان‌تر یا بامعنی‌تر می‌کند. تگ‌های سه‌گانه سه بخش دارند: یک فضای نام، یک مسند و یک مقدار عددی. به‌طور مثال، "geo:long=۵۰٫۱۲۳۴۵۶" یک تگ برای مختصات طول جغرافیایی با مقدار عددی ۵۰٫۱۲۳۴۵۶ است. این ساختار سه‌گانه شبیه مدل چارچوب شرح منابع برای اطلاعات است.
فرمت تگ سه‌گانه اولین بار در نوامبر ۲۰۰۴ برای geolicious اختراع شد (برای ترسیم bookmarkهای Delicious، و پذیرش گسترده‌تر بعد از تصویب توسط Mapper و GeoBloggers برای نگاشت عکس‌های Flicker). در ژانویهٔ ۲۰۰۷، Aaron Straup Cope در Flicker اصطلاح تگ ماشینی را به عنوان یک نام جایگزین برای تگ سه‌گانه معرفی کرد، و تعدادی سؤال و جواب در مورد هدف، syntax و کاربرد آن افزود.
فرادادهٔ تخصصی‌شده برای شناسایی جغرافیایی به عنوان تگ‌گذاری جغرافیایی شناخته می‌شود؛ تگ‌های ماشینی همچنین با اهداف دیگری، مانند شناسایی عکس‌های گرفته‌شده در یک رویداد خاص یا نام‌گذاری با استفاده از گونه‌های نام‌گذاری دوجمله‌ای به کار می‌روند.

### هشتگ‌ها
رجوع شود به: هشتگ

## مزایا و معایب
در یک سیستم تگ‌گذاری سنتی، هیچ اطلاعات صریحی دربارهٔ معنی یا مفاهیم هر تگ وجود ندارد، و یک کاربر می‌تواند تگ‌های جدید را به سادگی استفاده از تگ‌های قدیمی‌تر، برای یک آیتم به کار گیرد. سیستم‌های طبقه‌بندی سلسه‌مراتبی به آرامی می‌توانند تغییر کنند، و در فرهنگ و تاریخی که آن‌ها را ایجاد کرده ریشه دارند. انعطاف‌پذیری تگ‌گذاری به کاربران اجازه می‌دهد مجموعه آیتم‌های خود را به روش‌هایی که کارآمد می‌دانند دسته‌بندی کنند، اما شخصی‌سازی انواع اصطلاحات می‌تواند چالش‌هایی را هنگام جستجو و بررسی نشان دهد.
وقتی کاربران می‌توانند آزادانه تگ انتخاب کنند (با ایجاد یک folksonomy، در مقابل انتخاب اصطلاحات از یک مجموعه‌لغت کنترل‌شده)، نتایج فراداده می‌تواند شامل جناس‌ها (تگ‌های مشابه که با معانی متفاوت به کار رفته‌اند) و مترادف‌ها (تگ‌های چندگانه برای مفاهیم مشابه) باشد، که ممکن است فرد را به لینک‌های نامناسب بین آیتم‌ها و جستجوهای غیرمؤثر برای اطلاعات در مورد یک موضوع راهنمایی کند. مثلاً، تگ «orange» ممکن است به میوه یا رنگ برگردد، و آیتم‌های مربوط به ورژن‌های Linux Kernel ممکن است با «Linux", "Kernel", "Penguin", "software» یا اصطلاحات دیگری تگ شوند.
همچنین کاربران می‌توانند تگ‌هایی را انتخاب کنند که شکل متفاوتی از صرف کلمات (مانند مفرد یا جمع) هستند، و اگر هنگام جستجو یا بررسی، سیستم قابلیت بند آوردن تگ‌ها را نداشته باشد، می‌توانند در مدیریت مشکلات همکاری کنند. مقیاس بزرگتر folksonomyها بعضی از مشکلات تگ‌گذاری رو عنوان می‌کند، که در آن کاربران سیستم‌های تگ‌گذاری تمایل دارند از کاربرد رایج «اصطلاحات تگ» در این سیستم‌ها آگاه شوند، و بنابراین به منظور ارتباط ساده‌تر با آیتم‌های مرتبط از تگ‌های موجود استفاده کنند. در این روش، folksonomyها به‌طور انبوه بخشی از مجموعهٔ تگ‌ها را توسعه می‌دهند.

### دینامیک سیستم‌های پیچیده
علیرغم فقدان ظاهری کنترل، محقق نشان داده که یک فرم ساده از واژگان به اشتراک گذاشته‌شده در Bookmark سیستم‌های اجتماعی پدیدار می‌شود. تگ‌گذاری هماهنگ فرمی از دینامیک سیستم‌های پیچیده را نمایش می‌دهد، (یا دینامیک خودسازمان‌دهی). بنابراین، حتی اگر هیچ کنترل مرکزی بر روی واژگان، فعالیت‌های کاربران را محدود نکند، توزیع تگ‌هایی که منابع متفاوتی را توصیف می‌کنند (مانند وب‌سایت‌ها) در طول زمان قدرت قانون توزیع را همگرا می‌کند. با چنین فرم توزیع پایداری، واژگان ساده می‌توانند با بررسی همبستگی شکل‌گرفته بین تگ‌های مختلف استخراج شوند. این سیستم مشارکتی غیررسمی در ایجاد و مدیریت تگ، یک folksonomy نامیده می‌شود.

### اسپم کردن
سیستم‌های تگ‌گذاری که به‌طور عمومی باز هستند، برای تگ‌های اسپم نیز باز هستند، که در آن افراد تعداد زیادی تگ یا تگ‌های نامربوط به یک آیتم (مثل یک ویدئو در YouTube) را به منظور جذب بازدیدکننده به کار می‌برند. این سوءاستفاده می‌تواند با استفاده از شناسایی انسانی یا آماری آیتم‌های اسپم کاهش یابد. تعدادی از تگ‌های مجاز هم ممکن است جهت کاهش اسپم، محدود شده باشند.

## ترکیب واژگان
بعضی سیستم‌های تگ‌گذاری یک جعبهٔ متن برای وارد کردن تگ‌ها دارند، بنابراین برای tokenize کردن رشته، یک جداکننده باید استفاده شود. دو جداکنندهٔ متداول عبارتند از کارکتر فاصله و کاما.
برای فعال‌سازی استفاده از جداکننده‌ها در تگ‌ها، یک سیستم می‌تواند جداکننده‌های سطح بالاتر (مانند علائم کوتیشن) یا کارکترهای فاصله‌ای را تصویب کند. سیستم‌ها می‌توانند استفاده از جداکننده‌ها را با مجوز دادن به فقط یک تگ (قابل افزودن به هر widget ورودی در هر زمان) ممنوع کنند، اگرچه این کار افزودن تگ‌های چندگانه را وقت‌گیرتر می‌کند.
syntax استفاده در HTML به صورت استفاده از میکروفرمت rel-tag است که از ویژگی rel با مقدار «tag» (مانند rel=”tag”) برای نشان دادن اینکه صفحهٔ لینک‌شده به عنوان یه تگ برای مفهوم جاری عمل می‌کند، استفاده می‌کند.

## معنای تگ در مبحث انبار و انبارداری
تگ در بحث انبار معنای بسیار متفاوتی دارد:
تگ کالا به برگه‌ای گفته می‌شود که در آن نام کالا، کد کالا، محل قرارگیری به عنوان اطلاعات وجود دارد و بر اساس استاندارد سه ستون برای ثبت اطلاعات شمارش بر روی هر تگ قرار داده می‌شود. اغلب نرم‌افزارهای انبار نیز قابلیت ایجاد تگ را در سیستم انبار در حین انبار گردانی دارند.